# بيتر كارتر (دبلوماسي)
بيتر كارتر (بالإنجليزية: Peter Carter)‏ هو دبلوماسي بريطاني، ولد في 19 نوفمبر 1956، وتوفي في 2 سبتمبر 2014 في لاغوس في نيجيريا بسبب نوبة قلبية.